# Ansprengen

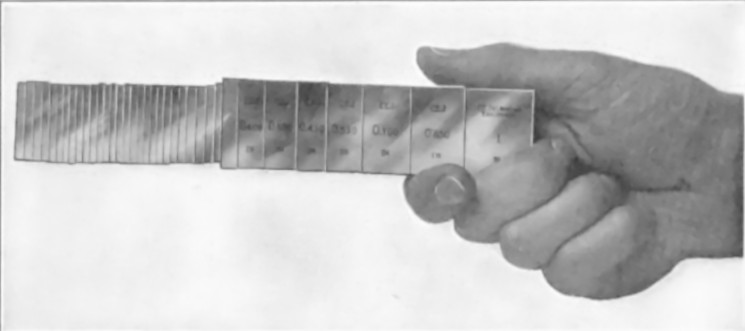
Angesprengte Parallelendmaße

Anschieben von Endmaßen

Beim Ansprengen (auch Anschieben) werden zwei glatte, ebene Oberflächen nur durch deren molekulare Anziehungskräfte verbunden. In der Halbleiterherstellung wird der Prozess als Waferbonden bezeichnet.

## Durchführung
Zum Ansprengen müssen die Oberflächen frei von Staub, Fett oder sonstigen Verschmutzungen sein. Dazu werden diese beispielsweise mit Petrolether – früher auch mit dem gesundheitsschädlichen Tetrachlorethen – gereinigt. Anschließend werden die Kontaktflächen parallel mit Druck übereinander geschoben. Nach einiger Zeit verbinden sich die Oberflächen auf molekularer Ebene dauerhaft.

## Anwendungen
Das Ansprengen kann verwendet werden, um Gläser zu halten, während diese bearbeitet werden oder zum Aneinanderfügen mehrerer Endmaße. Angesprengte Metalle können durch Kaltverschweißen nach einiger Zeit nicht mehr voneinander getrennt werden. Durch die Kaltverschweißung werden Parallelendmaße unbrauchbar und selbst ein kurzzeitiger Kontakt der Oberflächen, nach dem sich die Parallelendmaße wieder trennen lassen, kann dazu führen, dass sie unbrauchbar werden.